# Livet på julemærkehjemmene
|  | Denne artikel er oprettet af botten Steenthbot ud fra en ekstern database. Den kan derfor have sproglige fejl eller mangler. Denne skabelon kan fjernes efter kontrol af indholdet. |

Livet på julemærkehjemmene er en dansk dokumentarfilm fra 1958 instrueret af Johan Klinge efter eget manuskript.

## Handling
Peter er en ensom dreng, som ikke trives i sin hverdag. Hans mor ansøger Julemærkekomiteen om et ophold. Historien om Julemærkehjemmene fortælles; oprettelsen af det første julemærkehjem i 1903, salg af julemærket, der driver de 6 julemærkehjem rundt om i landet, og hvordan en hverdag forløber for de mange børn.

## Medvirkende
- Ingeborg Brams